# Renfrew
Renfrew (Rinn Friù en gaélico escocés) es un pueblo, ubicado seis millas al oeste de Glasgow en la costa occidental de Escocia. Fue la capital del condado tradicional de Renfrewshire hasta 1975. Desde ese año hasta 1996, se encontraba situado en el distrito de Renfrew, en la región del gobierno local de Strathclyde. En la actualidad, se sitúa en la zona gubernamental unitaria de Renfrewshire.
Se ubica más precisamente en el cruce de los ríos Clyde y Cart. Un tren de pasajeros hace el trayecto de Clyde a Yoker, y un puente inclinado cruza el Cart hasta Inchinnan y el Aeropuerto Internacional de Glasgow.